# Carlo Cerruti (politico)
Carlo Cerruti (Vercelli, 15 novembre 1900 – 18 aprile 1978) è stato un politico italiano, eletto nella I legislatura al Senato con il Partito Comunista Italiano.

## Biografia
Durante la Resistenza fu membro del Comitato di Liberazione Nazionale di Vercelli. Nel dopoguerra venne eletto alle prime elezioni politiche del 1948 al Senato con il Partito Comunista Italiano, che rappresentò a Palazzo Madama fino al 1953.
Morì nell'aprile 1978 all'età di 77 anni.